# La Fermette Marbeuf
La Fermette Marbeuf es un restaurante gastronómico de 1898, del Triángulo de Oro del barrio de los Campos Elíseos, del octavo distrito de París. Su  habitación 1900 en el estilo de jardín de invierno Belle Époque Art Nouveau de la década de 1900 ha sido catalogado como monumento histórico.

## Historia
Este prestigioso restaurante parisino fue fundado en 1898, en el momento de la Exposición Universal de 1900 en París, en la intersección de 3-5 rue Marbeuf, y 24 rue du Boccador, vecina del Hôtel George-V, teatro du Rond-Point, Teatro Marigny, cabaret Crazy Horse, entre Avenue des Champs-Élysées y el Sena. Originalmente perteneció al Hôtel Langham en la vecina rue de Mogador.

## Decoración modernista
Su " habitación 1900 » en el estilo de jardín de invierno Belle Époque Art Nouveau de la década de 1900 con un techo de vidrio, vidrieras, frescos, cerámica, mosaicos, murales, candelabros, muebles, objetos decorativo fue creado por el arquitecto Émile Hurtré con los artesanos de arte Hubert y Martineau y el ceramista Jules Wielhorski. La decoración original fue encontrada y restaurada en 1978.

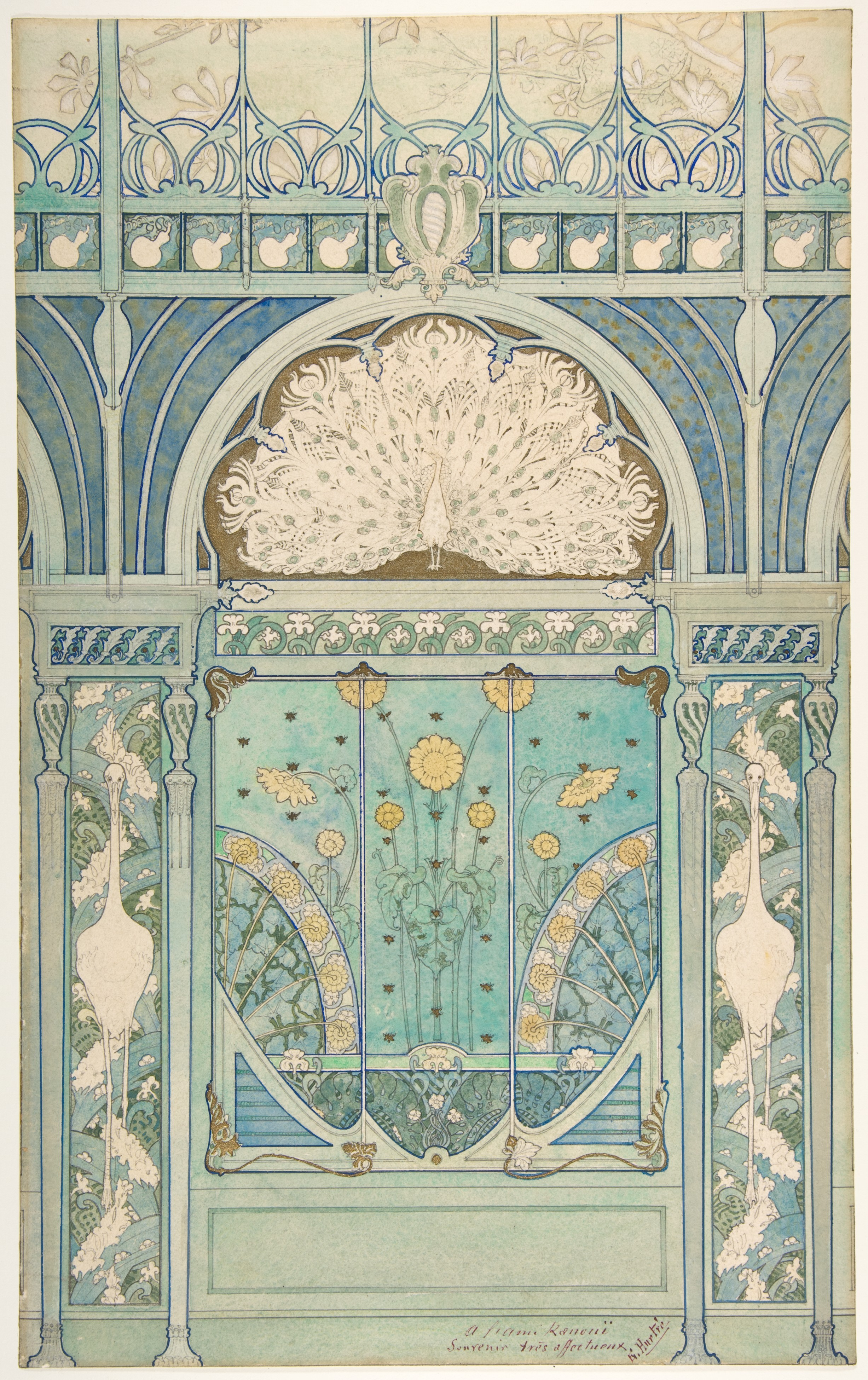
Panel de decoración de pared de Émile Hurtré, exhibido en el Museo Metropolitano de Arte de Nueva York

## Reapertura
En 2018, el restaurador Riccardo Giraudi tomó posesión del local y abrió allí su restaurante Beefbar. La sala de 1900 fue completamente renovada por los arquitectos Emil Humbert y Christophe Poyet,

## Algunos restaurantes estilo 1900 en París
- El Tren Azul ( Paris-Gare-de-Lyon 12 )
- Maxim's (3 rue Royale, distrito 8 de Madeleine )
- Bouillon Chartier (7 rue du Faubourg-Montmartre 9 )
- Bouillon Racine (6 rue Racine, distrito 6 de Odéon )
- El Gran Café Capucines ( Boulevard des Capucines 9 )